# Parlamentswahlen in Singapur 1988
- SDP: 1
- PAP: 80

Am 3. September 1988 fanden in Singapur Parlamentswahlen statt. Das Ergebnis war ein Sieg für die People’s Action Party, die 80 der 81 Sitze gewann. Die Wahlbeteiligung lag bei 94,7 %, obwohl diese Zahl die Wahlbeteiligung in den 50 zu beanstandenden Wahlkreisen darstellt, wobei PAP-Kandidaten in den anderen 31 Wahlkreisen Wanderungen erhielten.

## Hintergrund
Bei diesen Parlamentswahlen wurden Gruppenvertretungen eingeführt, um die Vertretung ethnischer Minderheiten im Parlament zu gewährleisten, beginnend mit drei gemeinsamen Wahlkreisen. Dies war das letzte Mal, dass Premierminister Lee Kuan Yew die PAP bei einer Wahl führte, und weitere zwei Stalwarts, der ehemalige stellvertretende Premierminister Dr. Toh Chin Chye und Senior Minister S. Rajaratnam, zogen sich wegen des Erneuerungsprozesses der PAP zurück.
Zwei Sitze wurden 1986 geräumt – der Sitz von Anson für den Parlamentsabgeordneten der Workers’ Party (WP) und Chef J. B. Jeyaretnam und Geylang West von der PAP-Abgeordneten Teh Cheang Wan, der ehemalige verurteilte und als Abgeordneter wegen unzulässiger Parteikonten disqualifiziert wurde, während der zweite Selbstmord beging, während er sich auf Ermittlungen wegen Korruption befand – aber in beiden Wahlkreisen wurde keine Nachwahl durchgeführt. Die WP übernahm zwei Parteien, Barisan Sosialis (BS) und Singapore United Front, um die größte Oppositionspartei zu werden und sich auch mit der malaysischen Partei PKMS als einer gemeinsamen Einheit zu verbünden. Bei der Wahl debütierte auch der WP-Kandidat Low Thia Khiang, der bei der nächsten Wahl (die ebenfalls bei dieser Wahl stattfand) den Hougang Single Member Constituency gewann und zum Generalsekretär der Partei wurde (die Rolle ab 2018 übernahm seitdem Pritam Singh, der mit Low aktuelle Abgeordnete der Aljunied Group Representation Constituency war).
Mit dem einzigen Sieg des Vorsitzenden der Demokratischen Partei Singapur, Chiam See Tong, im Sitz von Potong Pasir, wurden dem ehemaligen Generalstaatsanwalt und Präsidenten der Law Society, Francis Seow, und dem erfahrenen Politiker Dr. Lee Siew Choh, die beide unter dem WP-Ticket in der Eunos Group Representation Constituency standen, zwei Abgeordnete ohne Wahlkreis (NCMP) angeboten; ihre Kampagne war bemerkenswert, weil sie PAP wegen angeblich zweifelhafter finanzieller Umstände kritisierten, die PAP-Kandidaten und Staatsminister Tay Eng Soon veranlassten, ihr PAP-Team für Eunos zu leiten. Obwohl er mit einem knappen Abstand von 49,1 % bis 50,9 % verlor, war die WP für den NCMP qualifiziert; Seow floh jedoch aus dem Land, um einer Verhaftung zu entgehen, und wurde von der Stelle disqualifiziert, während Lee das Angebot annahm und Singapurs erster NCMP wurde, was Lees Rückkehr ins Parlament nach 25 Jahren seit seinem letzten Einsatz als PAP- und BS-Gesetzgeber kennzeichnete. Erneut war ein deutlicher Anstieg der Wahldepots zu verzeichnen.
Im November 1990, zwei Jahre nach der Wahl, wurde das Programm des nominierten Abgeordneten eingeführt, um unparteiische Stimmen in die Legislative einzubringen. Obwohl das Gesetz bis zu sechs NMPs zuließ, wurden zu Beginn zwei ernannt und dienten ein Jahr lang, bevor die Parlamentszeit endete.